# Сиро змонтовано (Цілком таємно)

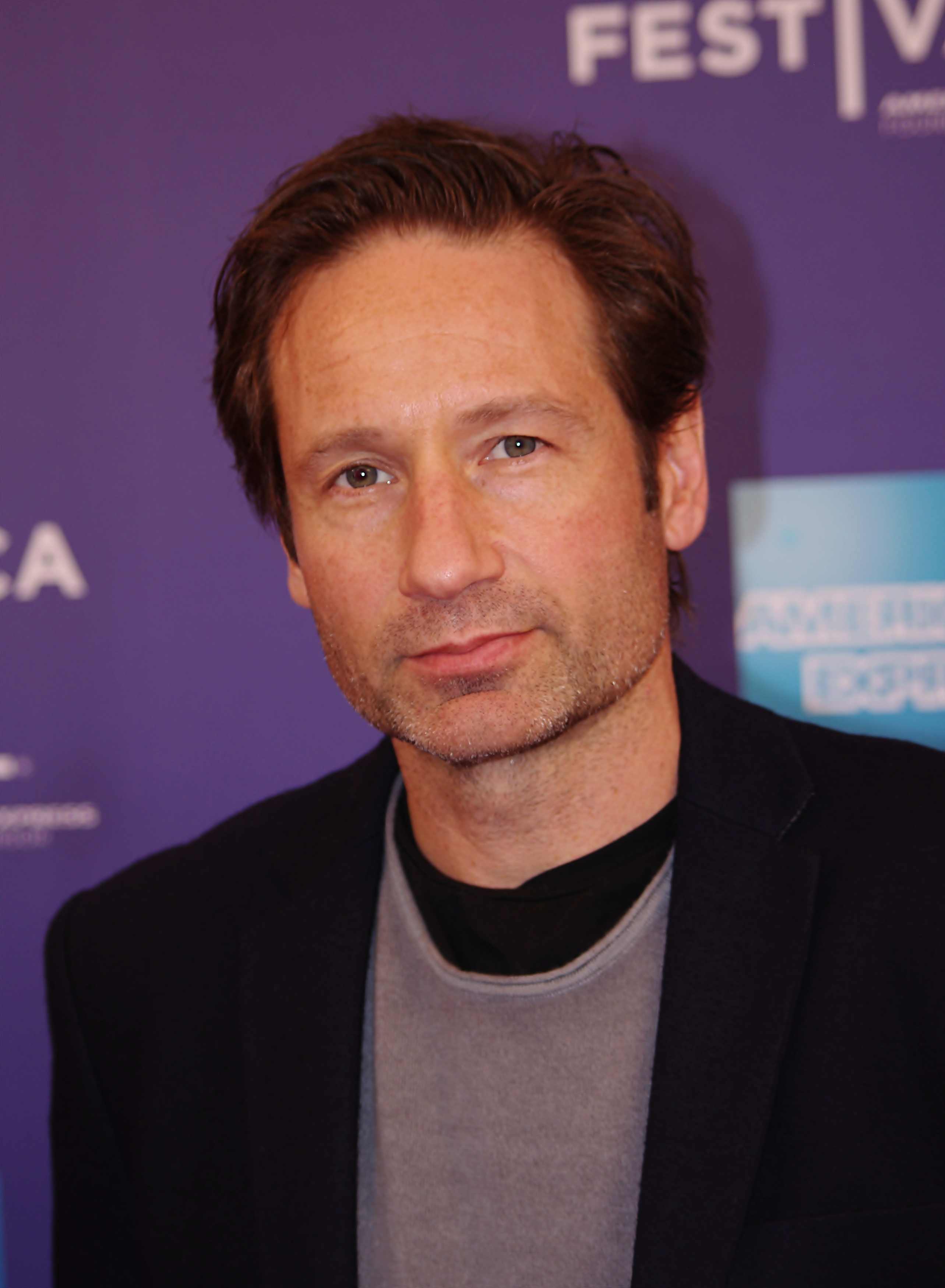

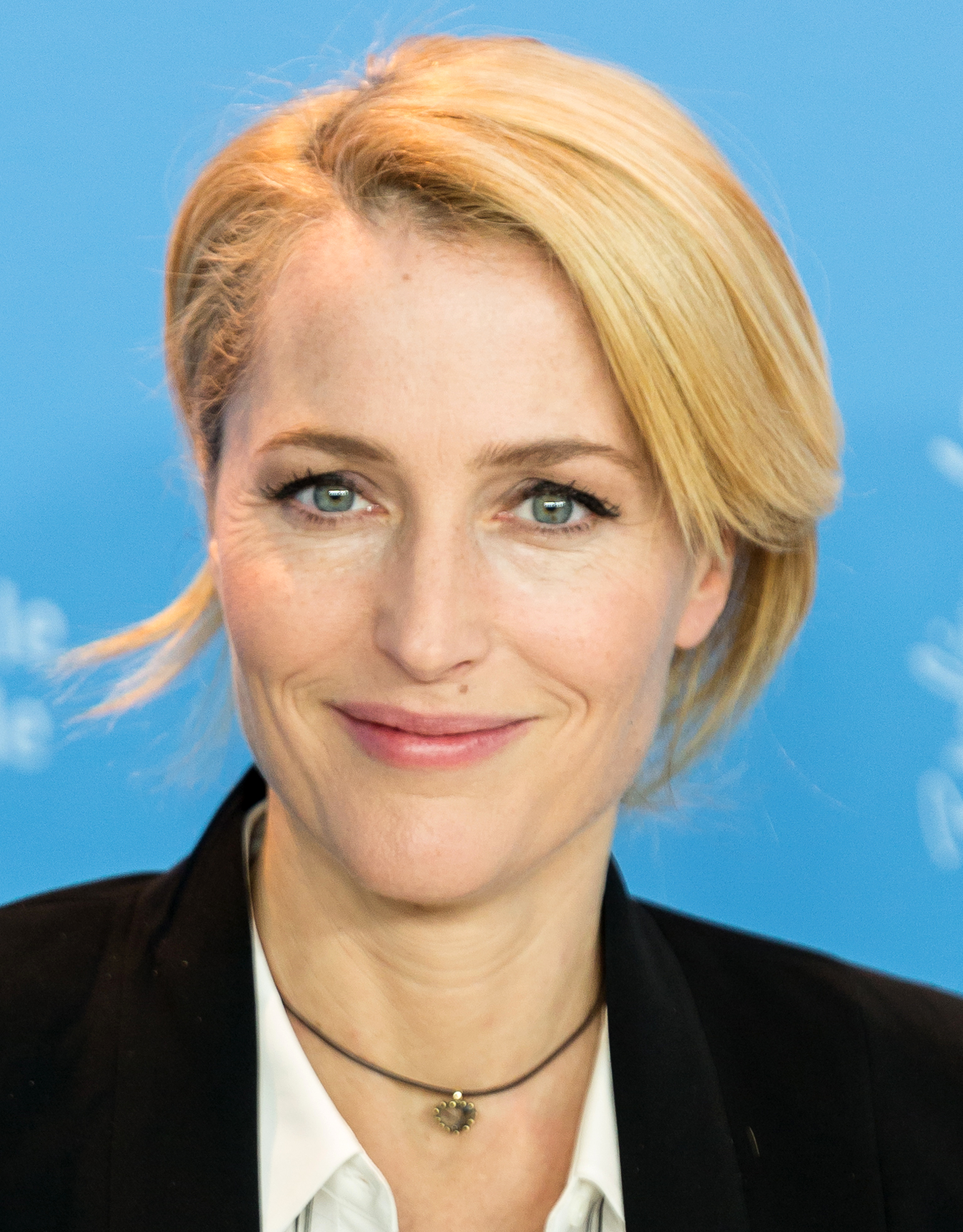

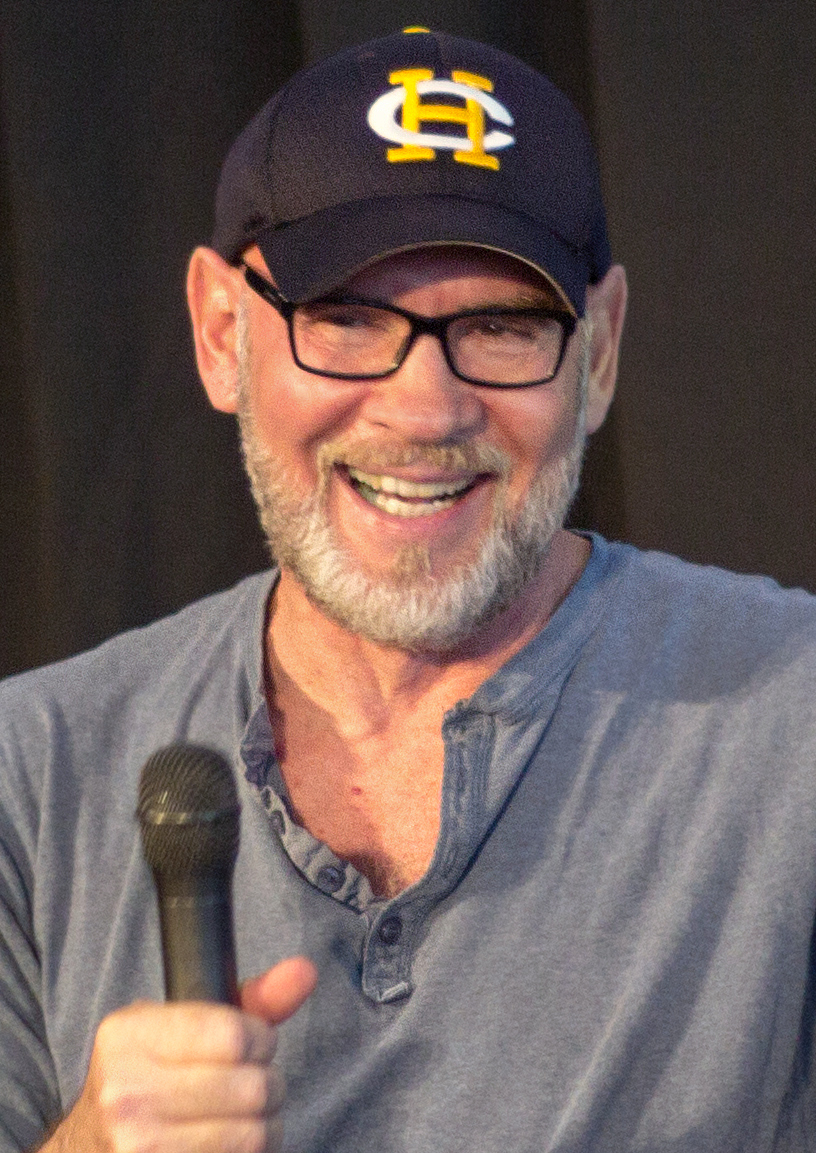

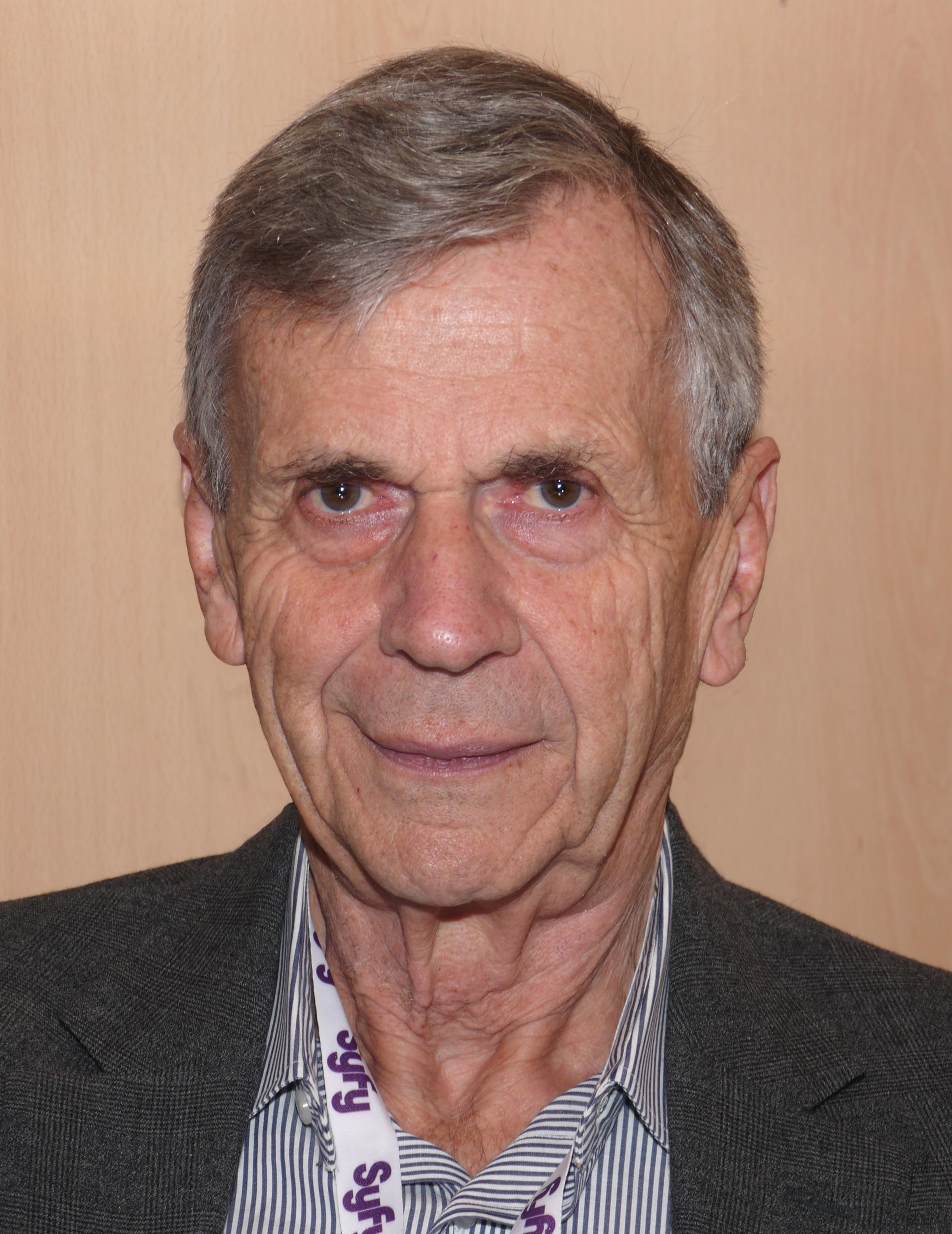

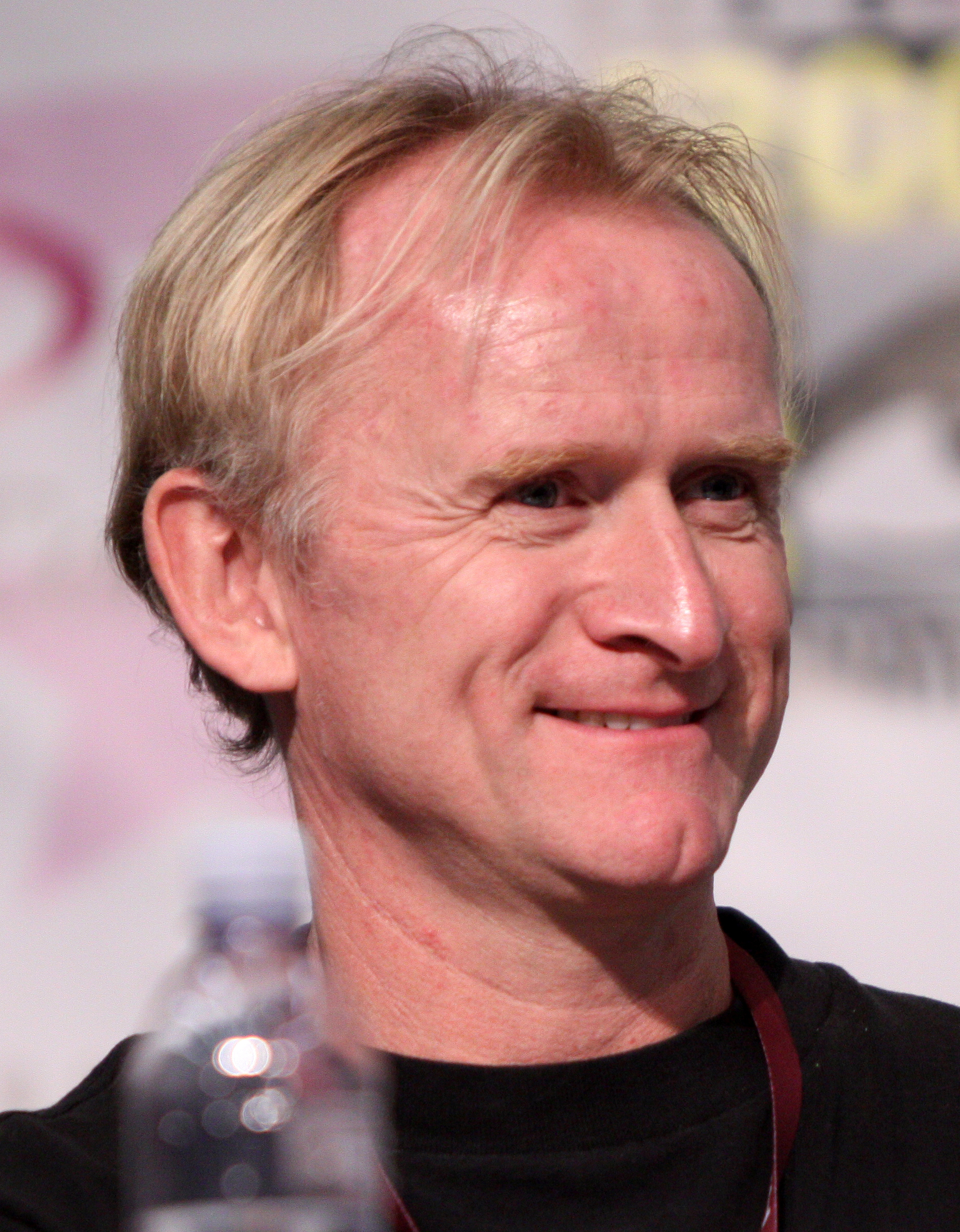

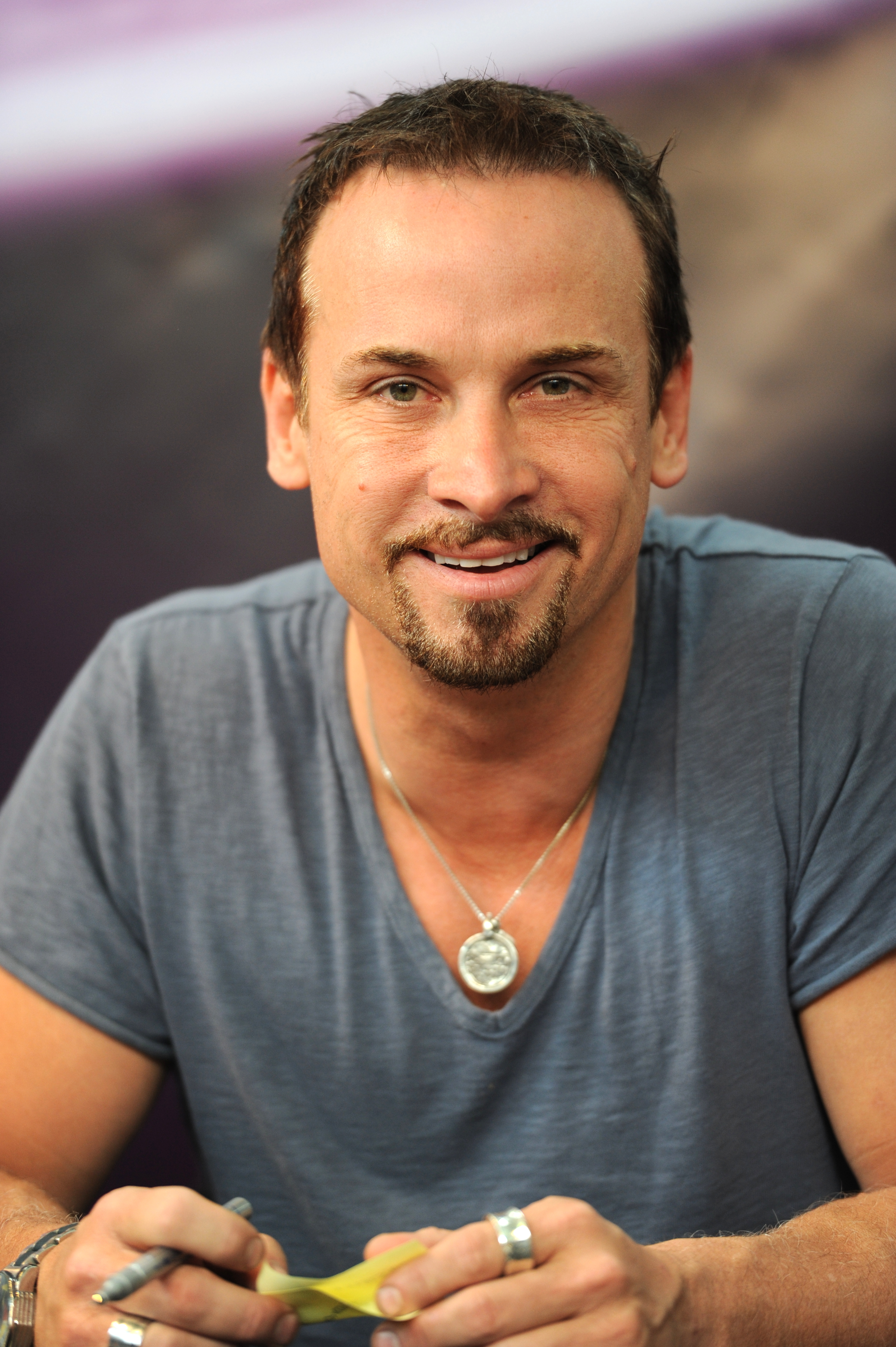

«Сиро змонтовано» — двадцять третя серія третього сезону американського науково-фантастичного серіалу «Цілком таємно». Вперше була показана на телеканалі Фокс 10 травня 1996 року. Сценарій до нього написав Мет Бек, а режисером був Роб Боуман. Ця серія отримала рейтинг Нільсена в 9,7 бала і її подивились 14,48 млн осіб. Серія отримала переважно позитивні відгуки від критиків.
Серіал розповідає про двох агентів ФБР Фокса Малдера (роль виконав Девід Духовни) та Дейну Скаллі (роль виконала Джилліан Андерсон), які розслідують паранормальні випадки, що називають «файли X». В цій серії агенти Малдер та Скаллі розслідують серію вбивств, скоєних людьми, у яких були галюцинації. У цій серії довіра Скаллі до Малдера пройде складне випробування.
Серія «Сиро змонтовано» була написана спеціалістом з візуальних ефектів серіалу Метом Беком. Ідея серії з'явилась в нього після дискусії про насильство на телебаченні. Актор Стівен Вільямс, який виконував роль містера X, у цей же час знімався в іншому серіалі, тому у серії з'явився помічник містера X, який узяв на себе частину його ролі. Вільямс назвав сцену з Курцем у кінці серії однією з найкращих сцен у серіалі.

## Сюжет
У Бреддок-Хайтс (Меріленд) чоловік вбиває декількох людей, в тому числі свою дружину, оскільки через галюцинацію бачить замість них військового злочинця з колишньої Югославії, якого показували в новинах. Містер X через свого помічника передає Малдеру газетну вирізку про цю справу та просить зайнятися нею. Малдер та Скаллі приїздять до психіатричної лікарні, де тримають вбивцю, та розмовляють з його лікарем. Лікар каже, що ця людина думає, ніби вбивала одну й ту саму людину багато разів. Агенти обшукують помешкання вбивці і знаходять купу касет з записаними на них випусками новин. Також Малдер бачить працівника, який працює над кабелем телебачення. Скаллі думає, що насильство, показане по телебаченню, підштовхнуло цю людину на вбивства, але Малдер з нею не погоджується. Агенти починають передивлятися всі знайдені касети в готелі. Коли Скаллі виходить на вулицю, вона бачить Малдера та Курця в одній машині. Вони розмовляють, Малдер передає Курцю якусь касету. Скаллі починає ставитись до Малдера з підозрою. Дейна вранці спитала його — чи він їздив кудись на машині, але Малдер відповів, що нікуди не виходив. Скаллі думає, що він бреше. Стається ще одне вбивство. Жінка бачить свого чоловіка у гамаку на території сусідів разом з якоюсь блондинкою. Вона взяла рушницю і вбила його. Насправді сусід грався зі своєю собакою, і жінка застрелила саме його. Коли агенти прибувають на місце злочину, Малдер бачить того самого працівника, який працював над кабелем телебачення на попередньому місці злочину. Працівник сідає в машину і їде, Малдеру не вдається його наздогнати. Малдер залазить на стовп і дістає звідти щойно поставлений пристрій. Він показує цей пристрій Скаллі й каже, що здасть його на експертизу.
Малдер несе цей пристрій Самотнім стрільцям. Вони його аналізують та визначають, що він додає до телевізійного сигналу ще один сигнал для підсвідомого управління свідомістю. Цей сигнал не діє на Малдера через його частковий дальтонізм. Але він подіяв на Скаллі, яка впадає в параною. Вона дзвонить Малдеру і питає, чи він здав пристрій на експертизу. Малдер підтверджує це. Скаллі каже йому, що вона дзвонила експертам ФБР, і вони повідомили, що Малдер до них не заходив. Раптом Скаллі чує дивні звуки в телефоні. Вона думає, що їх прослуховують та кладе трубку. Агентка розбирає телефон, а потім перевертає догори дригом всю кімнату в пошуках пристроїв для прослуховування. Малдер приїздить до готелю. Коли він намагається увійти в кімнату Скаллі, Дейна стріляє в нього, але не влучає, та втікає. Починаються пошуки Скаллі. Згодом Малдеру повідомляють, що знайшли тіло Скаллі. Малдер приїздить у морг, дивиться на тіло, і каже, що це не вона. Згодом Фокс знаходить Скаллі в будинку її матері. Вона наставляє пістолет на Малдера та звинувачує його у зраді. Мати Скаллі переконує її опустити пістолет. Скаллі доставляють до лікарні.
Малдер знаходить будинок працівника, який встановлював телевізійні пристрої біля місць вбивств. Малдер підслуховує розмову людей, які знаходяться всередині, а потім чує постріли. Малдер вривається в будинок і бачить містера X з пістолетом в руці. Містер X каже, що мав повідомити Малдеру про цю справу за допомогою помічника, бо за ним слідкують і що йому довелось вбити цих людей, оскільки Малдер не встиг розкрити справу вчасно. Пізніше Містер X доповідає Курцю, що всі замішані в цій справі вбиті, а всі пристрої крім одного знищені.

## Створення
Серія «Сиро змонтовано» була написана спеціалістом з візуальних ефектів серіалу Метом Беком. Ідея серії з'явилась в нього після дискусії про насильство на телебаченні. Спочатку сценарій був значно складнішим, що потребувало від Бека вивчення матеріалів з неврології. Однак, в процесі роботи над сценарієм, сценарій спрощувався. Актор Стівен Вільямс, який виконував роль містера X, в цей же час знімався в іншому серіалі, тому в серії з'явився помічник містера X, який взяв на себе частину його ролі. Вільямс назвав сцену з Курцем в кінці серії однією з найкращих сцен у серіалі. Кімната Скаллі у готелі та приміщення Самотніх стрільців були зняті в павільйоні. Серія мала проблеми зі звуком, тому його довелось перезаписувати безпосередньо в день прем'єри серії.

## Знімались
| Актор             | Роль                     |
| ----------------- | ------------------------ |
| Девід Духовни     | Фокс Малдер              |
| Джилліан Андерсон | Дейна Скаллі             |
| Мітч Піледжі      | Волтер Скіннер           |
| Вільям Брюс Девіс | Курець                   |
| Стівен Вільямс    | містер Ікс               |
| Шейла Ларкен      | Маргарет Скаллі          |
| Том Брейдвуд      | Мелвін Фрогікі           |
| Дін Гаглунд       | Річард Ленглі            |
| Брюс Гарвуд       | Джон Фіцджеральд Байєрс  |
| Колін Каннінгем   | доктор Строман           |
| Тім Генрі         | Звичайно одягнена людина |